# Танака, Юсукэ (гимнаст)
Юсукэ Танака (яп. 田中 佑典 Танака Юсукэ, р.29 ноября 1989) — японский гимнаст, олимпийский чемпион 2016 года в командном первенстве, призёр чемпионатов мира и Олимпийских игр.
Родился в 1989 году в префектуре Вакаяма. В 2011 году завоевал серебряную медаль чемпионата мира в составе команды. В 2012 году стал обладателем серебряной медали Олимпийских игр в Лондоне в составе команды. В 2014 году стал серебряным призёром чемпионата мира в составе команды, в личном зачёте завоевав бронзовую медаль в многоборье.